# 新知岳
新知岳（日语：／）或米尔恩火山（俄语：Вулкан Мильна）是位於千島群島新知島南端，属萨哈林州库里尔斯克区，海拔高度1,540米，是該島的最高點，山體在全新世形成，最近一次火山噴發時間不詳。它以约翰·米尔尼命名。